# Вейково
Вейково (пол. Wiejkowo, нім. Groß Weckow) — село в Польщі, у гміні Волін Каменського повіту Західнопоморського воєводства.
Населення — 333 особи (2011).
У 1975-1998 роках село належало до Щецинського воєводства.

## Демографія
Демографічна структура станом на 31 березня 2011 року:
|          | Загалом | Допрацездатний вік | Працездатний вік | Постпрацездатний вік |
| -------- | ------- | ------------------ | ---------------- | -------------------- |
| Чоловіки | 169     | 37                 | 114              | 18                   |
| Жінки    | 164     | 44                 | 105              | 15                   |
| Разом    | 333     | 81                 | 219              | 33                   |